# Ginny Wemel
Ginevra "Ginny" Molly Wemel (11 augustus 1981) is een personage in de Harry Potter-boekenreeks van J.K. Rowling. Ze is de jongste van zeven kinderen uit het gezin van Arthur en Molly Wemel. Ze is klein gebouwd, heeft opvallend rood haar en bruine ogen. Ze is een zeer getalenteerde heks. Hoewel aanvankelijk verlegen, wordt ze zelfverzekerder en harder naarmate ze ouder wordt. Ginny’s rol wordt met elke film groter en ontwikkelt zich tot een van de belangrijkste rollen in de film. Ginny lijkt op haar twee oudere tweelingbroers Fred en George Wemel. Ze is de eerste vrouw die sinds een aantal generaties in de familie Wemel geboren wordt.
Ginny heeft vanaf haar vijfde jaar op Zweinstein een korte relatie met Harry Potter, die na de begrafenis van Albus Perkamentus uitgaat. Na de slag om Zweinstein trouwt ze met Harry en krijgen ze drie kinderen: James Potter, Albus Potter en Lily Potter. Uit het toneelstuk Harry Potter en het Vervloekte Kind blijkt dat ze familiegericht is en ze probeert haar gezin zo veel mogelijk bij elkaar te houden door ruzies te sussen. 

## Ginny in de boeken

### Harry Potter en de Steen der Wijzen
De lezer maakt in het eerste boek kennis met Ginny. Ze komt er echter maar twee keer in voor, beide keren op het King's Cross Station in Londen. Daar vertrekt de Zweinsteinexpres. Ze wordt in beeld gebracht wanneer Harry Potter aan haar moeder vraagt hoe hij op perron 9¾ moet komen, en rent een stukje met de trein mee om haar broers (Ron, Percy, Fred en George) uit te zwaaien. Aan het einde van het boek komt ze nog een keer voor, wanneer ze weer op het station staat en vol spanning probeert een glimp van Harry op te vangen wanneer de trein aankomt. Ginny komt meer voor in het boek bij het perron dan in de film. In het boek moet ze huilen als de trein wegrijdt.

### Harry Potter en de Geheime Kamer
Wanneer ook Ginny naar Zweinstein gaat, een jaar na Harry en haar broer Ron, komt Ginny meer in de verhalen voor. In eerste instantie lijkt ze als figurant te fungeren, ze komt slechts een enkele keer in beeld (en lijkt er dan een beetje ziek uit te zien). Ze wordt als komische noot ervaren door haar overduidelijk in beeld gebrachte, bakvis-achtige verliefdheid op Harry.
In de loop van het boek blijkt echter dat Ginny een belangrijke schakel in het verhaal is. Ze speelt een sleutelrol in het grote mysterie van dat jaar: de geheimzinnige opening van de Geheime Kamer. Er volgt een serie van onverklaarbare aanvallen op leerlingen van Dreuzel-afkomst, die daardoor Versteend worden. Harry ontdekt uiteindelijk dat een betoverd dagboek, vroeger eigendom van Marten Vilijn, bezit van Ginny heeft genomen, misbruik makend van haar onschuldigheid en onzekerheid. Het dagboek (gepersonificeerd door Marten Vilijn) dwong haar de Geheime kamer te openen zodat het monster dat daar verscholen lag eruit kon. Het monster (een Basilisk) kon zodoende de school proberen te zuiveren van kinderen met 'onzuiver tovenaarsbloed'.
Uiteindelijk blijkt dat Lucius Malfidus ervoor heeft gezorgd dat Ginny in bezit van het dagboek kwam. Hij had gehoopt dat het haar vader in diskrediet zou brengen. Arthur Wemel had namelijk een wetsontwerp ingediend over Dreuzelbescherming, waar Lucius Malfidus tegen had gestemd. Ook hoopte hij dat Albus Perkamentus zou aftreden.
Maar wanneer Ginny “Marten” vertelt dat Harry nog leeft en Voldemort heeft verslagen (zie Harry Potter en de Steen der Wijzen), verandert Vilijn zelf het plan. In eerste instantie was het de bedoeling dat Ginny de kamer zou openen waardoor kinderen van onzuiver bloed zouden worden aangevallen. Echter Vilijn besluit Ginny opgesloten te houden in de Geheime Kamer en haar levenskracht te gebruiken om zelf sterker te worden en weer tot leven te komen. En, nog belangrijker, hij hoopt dat hij Harry ermee in de val lokt. Vilijn is erg nieuwsgierig naar de wijze waarop Harry Voldemort heeft verslagen, en wil –uit wraak– Harry vermoorden. Uiteindelijk lokt hij Harry inderdaad naar de Geheime Kamer, maar die weet met behulp van Felix de Feniks en de Sorteerhoed zowel de Basilisk als Vilijn te verslaan. Harry wordt gebeten door de Basilisk maar wordt gered door de tranen van Felix de Feniks (tranen van een feniks hebben helende krachten). Hij vernietigt het dagboek door de tand van de Basilisk in het dagboek te steken en Harry redt hiermee Ginny’s leven. Jaren later komt Harry erachter dat het dagboek van Vilijn een Gruzielement was.

### De Gevangene van AzkabanenDe Vuurbeker
Ginny komt niet veel voor in de verhaallijnen van De Gevangene van Azkaban en De Vuurbeker. Er is weinig directe interactie tussen Harry en Ginny.
In het vierde boek is Ron totaal van slag doordat hij door Fleur Delacour is afgewezen nadat hij haar had gevraagd voor het Gala-bal van het Toverschool Toernooi en Ginny geeft hem morele ondersteuning. Als Harry binnenkomt, oppert Ron dat ze wel met Harry naar het bal kan. Maar Ginny was al door Marcel Lubbermans gevraagd, en dus weigert ze, ondanks het feit dat ze al jaren in stilte verliefd is op Harry.
Ginny komt regelmatig voor op de achtergrond van het verhaal, maar altijd betreft het interactie met andere personages dan Harry, en het betreft slechts terloopse vermeldingen. Zo komt ze op voor Loena Leeflang wanneer de anderen haar uitlachen, en eist dat ze stoppen met lachen.

### Harry Potter en de Orde van de Feniks
In de eerste vier boeken is Ginny een onvolwassen, jongensachtig meisje. In boek vijf echter wordt haar personage meer en meer uitgediept en vindt er ook een duidelijke ontwikkeling plaats. Ze laat haar verliefdheid op Harry niet langer haar gedrag beïnvloeden, en wordt een krachtige, zeer onafhankelijke persoonlijkheid. Ze blijkt een zeer getalenteerde heks te zijn met een groot gevoel voor humor, en met aanleg voor Zwerkbal. Ze is erg trots, soms een beetje té (ze slaat hulp meestal af, ook wanneer ze het overduidelijk nodig heeft) en kan flink tekeergaan wanneer ze uit haar doen is.
Ginny is de enige in Harry’s omgeving die rustig blijft wanneer Harry weer een van zijn slechte buien heeft. Anderen (zelfs Hermelien Griffel en in iets mindere mate ook Ron Wemel) ontlopen Harry niet wanneer hij zo’n bui heeft, maar ze slagen er niet in de kalme en koele toon te hanteren die Ginny en enkele volwassenen in Harry’s omgeving (zoals Firminus Nigellus en Perkamentus) wel gebruiken.
Wanneer Harry zwelgt in zelfmedelijden en wanhoop omdat hij bang is dat hij bezeten wordt door Voldemort en mogelijk als wapen van Voldemort wordt gezien, vergeet hij dat Ginny ooit is bezeten door Voldemort en hem dus als geen ander inzicht kan geven in zijn situatie. Ginny herinnert Harry hardhandig aan haar ervaringen, en hij biedt zijn welgemeende excuses aan omdat hij was vergeten wat zij had meegemaakt.
Wanneer Dorothea Omber Harry voor het leven schorst voor het spelen van Zwerkbal, volgt Ginny hem op als Zoeker. Ze doet het goed, hoewel iedereen (ook Ginny) het erover eens is dat ze niet zo goed is als Harry. Ze maakt ook deel uit van de Strijders van Perkamentus (de SVP), en bedenkt ook de naam van deze groep, die is opgestart door Harry, Hermelien en Ron om leerlingen te trainen in praktisch Verweer Tegen de Zwarte Kunsten (in plaats van alleen maar theorie, wat Omber hen leert). Ginny is een van de SVP-leden die meehelpt in de poging Sirius Zwarts te redden uit het Departement van Mystificatie aan het einde van het jaar. Jammer genoeg moet ze het gevecht al vroeg staken door een gebroken enkel.
In het vijfde boek vertelt Hermelien aan Harry dat Ginny vroeger een oogje op hem had. Ze vertelt dat Ginny het heeft opgegeven omdat ze doorhad dat het niet wederzijds was. Op het Gala-bal van het Toverschool Toernooi ontmoet ze Michel Kriek, van de afdeling Ravenklauw, en ze gaat met hem uit (aan het eind van het vierde boek). Gedurende het grootste gedeelte van het vijfde boek (Ginny’s vierde jaar) blijven ze een stelletje, maar aan het einde van het boek maakt Ginny het uit omdat Michel maar bleef doorzeuren over het feit dat Ravenklauw van Griffoendor had verloren bij Zwerkbal.

### Harry Potter en de Halfbloed Prins
In het zesde boek komt Ginny's personage vooral voor in de romantische sub-plots van het verhaal. Harry komt erachter dat Ginny inmiddels verkering heeft met Daan Tomas, een klasgenoot van Harry. Wanneer hij dat hoort voelt hij een steek van jaloezie. In het zesde boek wordt ook duidelijk dat Ginny een van de populairste meisjes van de school is. Ze wordt geen Klassenoudste maar ze wordt algemeen gerespecteerd en als ‘zeer aantrekkelijk’ gezien. Hildebrand Slakhoorn, de nieuwe leraar Toverdranken, ziet Ginny een Vleddervleervloek uitvoeren op haar klasgenoot Michel Kriek en is onder de indruk van haar vaardigheden. Slakhoorn nodigt haar dan ook uit voor zijn clubje, de Slakkers.
In het Zwerkbalteam is ze inmiddels Jager, samen met Katja Bell. Ginny beheerst deze positie uitstekend. Wanneer Harry tijdens de laatste Zwerkbalwedstrijd van het seizoen moet nablijven bij Professor Sneep, valt ze echter weer voor hem in als Zoeker.
Wanneer Harry in de loop van het verhaal steeds vaker merkt dat Ginny de voorkeur geeft aan Daans gezelschap boven dat van hem, bekruipt hem een vreemd gevoel. Tijdens de eerste les van Professor Slakhoorn ruikt Harry "iets bloemigs dat hem doet denken aan Het Nest", de geur komt uit een ketel waarin een sterke Liefdesdrank zit (deze drank ruikt voor iedereen verschillend, afhankelijk van wat diegene aantrekkelijk vindt). Later in hetzelfde hoofdstuk ruikt hij dezelfde geur wanneer Ginny zich in een gesprek mengt en vlak bij hem komt staan. Harry legt echter nog steeds het verband met Ginny niet. Uiteindelijk vindt Harry uit wat er met hem aan de hand is wanneer hij en Ron Ginny en Daan -innig zoenend- tegen het lijf lopen in een donkere gang van de school. Ron is woedend omdat hij overbezorgd is over zijn kleine zusje, Harry voelt dezelfde woede maar zou het liefst Daan willen Vervloeken. Naderhand probeert Harry zichzelf ervan te overtuigen dat het gewoon broederlijke bezorgdheid was, maar uiteindelijk accepteert hij dat hij verliefd is op Ginny. Hij wordt heen-en-weer geslingerd tussen fantasieën over Ginny en bezorgdheid over Rons reactie wanneer die zou horen dat Harry verliefd was op zijn zusje.
Na de kerst gaat het al wat minder goed tussen Ginny en Daan en uiteindelijk gaan ze in april uit elkaar (met een klein beetje hulp van de toverdrank Felix Fortunatis). Hoewel Harry zich nog steeds zorgen maakt over Rons reactie maakt hij toch van de gelegenheid gebruik om meer tijd met Ginny door te brengen. Nadat Griffoendor de Zwerkbal-Cup heeft gewonnen, zoenen Harry en Ginny spontaan in de leerlingenkamer tijdens het feestgewoel na de wedstrijd, tot grote verbazing van (bijna) iedereen. Hermelien is enthousiast, die had het allang zien aankomen, maar Ron valt bijna van zijn stoel hoewel hij het toch schoorvoetend accepteert.
Wanneer de Dooddoeners met behulp van Draco Malfidus Zweinstein aanvallen vecht Ginny aan de kant van de SVP samen met Ron, Hermelien, Loena, Marcel en diverse leden van de Orde van de Feniks. Ze is veel sterker dan het jaar ervoor, kan zich goed verweren tegen de Dooddoeners en ontsnapt zonder verwondingen. Dit laatste kan echter ook verklaard worden door het feit dat de SVP-leden een kleine dosis Felix Fortunatis hebben ingenomen voordat ze het gevecht aangingen.
Na de dood van Perkamentus die is vermoord door Severus Sneep (Voldemort gaf die taak oorspronkelijk aan Draco Malfidus) besluit Harry de relatie met Ginny te beëindigen. Hij is bang dat, wanneer Voldemort erachter komt dat hij en Ginny een stelletje zijn, Voldemort Ginny zal gebruiken om Harry te raken. Ginny accepteert Harry’s besluit en lijkt het wel te hebben verwacht dat Harry dit zou beslissen. Harry’s status als (onwillige) held is mogelijk ook een van de redenen waarom Ginny verliefd is op hem. Ze vertelt Harry dat ze nooit echt is opgehouden om hem te geven, en dat Hermelien haar daarover advies heeft gegeven. Ginny lijkt hoopvol over een toekomst tussen Harry en haar, nadat Voldemort is gedood.

### Harry Potter en de Relieken van de Dood
In het zevende en laatste boek zoent Ginny Harry als verjaardagscadeau. Harry beseft dan dat hij nog steeds erg veel van haar houdt. Ze worden gestoord door Ron (in de film door George) die ineens de kamer binnenkomt. Ron is boos op Harry, hij vindt dat hij niet met Ginny mag “flikflooien” en valse hoop geven als het uit is. 
Harry legt hem dan uit dat hij het zelf ook niet wilde.
Ook vraagt Kruml tijdens de bruiloft van Bill en Fleur of Ginny nog vrij is. Harry (in vermomming als “Neef Barny”) moet hem teleurstellen en vertelt hem dat Ginny een boom van een kerel heeft die je beter niet jaloers kunt maken. Kruml verzucht dan dat het geen pretje is een beroemd Zwerkbalspeler te zijn als alle leuke meisjes bezet zijn. Later, als Harry met Ron en Hermelien op zoek is naar Voldemorts Gruzielementen, komen ze Daan Tomas tegen die vertelt dat Ginny heeft geprobeerd het Zwaard van Griffoendor te stelen uit Sneeps werkkamer. Harry is blij dit te horen, omdat hij nu tenminste weet dat Ginny nog leeft. Wanneer Ginny ondanks de bezwaren van haar moeder meevecht in de Slag om Zweinstein wordt ze aangevallen door Bellatrix van Detta, die een Onvergeeflijke Vloek op haar afvuurt. De vloek mist op een haar na. Haar moeder Molly Wemel ziet dit en vermoordt in een hevig gevecht Bellatrix.
Na haar schooltijd gaat Ginny Zwerkbal spelen bij de Holyhead Harpies, om daarna haar carrière te vervolgen als senior Zwerkbalcorrespondent voor de Ochtendprofeet.

### Harry Potter en het Vervloekte Kind
In dit boek is Ginny getrouwd met Harry Potter, en heeft drie kinderen: James Sirius Potter, Albus Severus Potter, en Lily Loena Potter. Ook reist ze mee in de tijd met een tijdverdrijver om een van haar kinderen, Albus Potter en zijn vriend Scorpius Malfidus te redden van het kind van Voldemort: Delphini Vilijn, ook wel bekend als Delphi Kannewasser.

## Ginny in de films
Ginny’s personage wordt in de films gespeeld door Bonnie Wright. In de eerste film komt ze maar heel kort voor: ze zwaait de Wemels uit op King's Cross Station en ontmoet daar Harry voor het eerst.
Haar rol in de tweede film is veel groter. Haar verliefdheid op Harry, die in het boek erg duidelijk naar voren komt, wordt slechts door een paar hints weergegeven. De meeste hints die erop wijzen dat Ginny iets te maken heeft met de Geheime Kamer worden in de film niet getoond. In de derde film speelt Ginny een bijrol, hoewel ze wel tekst heeft.
In de vierde film speelt Ginny een veel grotere rol. Ze heeft nog steeds maar een klein beetje tekst, maar is vaak op de achtergrond zichtbaar (en soms ook op de voorgrond).
Er is slechts een enkele interactie tussen Harry en Ginny, maar de kijker ziet Ginny steeds vaker in het gezelschap van Hermelien, Ron, Fred, George en Marcel. Haar vriendschap met Hermelien en de relatie met haar broers worden gestaag uitgebouwd en belangrijker naarmate het verhaal vordert. Het lijkt erop alsof Steve Kloves, de scenario-schrijver, haar karakter al wat uitbouwt en verzwaart voor haar (belangrijkere) rol in de vijfde film. Ginny’s karakter vertoont in elk geval al wat van de eigenschappen die in het vijfde en zesde boek van belang zijn.
In de vijfde film is Ginny lid van de Strijders van Perkamentus. Ze is daardoor vaak in beeld tijdens de trainingssessies van de 'SVP'.

## Familie Wemel
|                    |                    |                    |                    |                    |                    |                 |                 |                   |                   |                   |                   |                   |                   |             |             |             |             |            |            |             |             | Septimus Wemel | Septimus Wemel | Septimus Wemel | Septimus Wemel | Septimus Wemel | Septimus Wemel |               |               | Cedrella Zwarts | Cedrella Zwarts | Cedrella Zwarts      | Cedrella Zwarts      | Cedrella Zwarts      | Cedrella Zwarts      |                      |                      |               |               |               |               |               |               |               |               |                                 |                                 |                                 |                                 |                                 |                                 |            |            |                               |                               |                               |                               |                               |                               |  |  |                            |                            |                            |                            |                            |                            |                      |                      |                      |                      |                      |                      |                   |                   |                   |                   |                   |                   |
|                    |                    |                    |                    |                    |                    |                 |                 |                   |                   |                   |                   |                   |                   |             |             |             |             |            |            |             |             | Septimus Wemel | Septimus Wemel | Septimus Wemel | Septimus Wemel | Septimus Wemel | Septimus Wemel |               |               | Cedrella Zwarts | Cedrella Zwarts | Cedrella Zwarts      | Cedrella Zwarts      | Cedrella Zwarts      | Cedrella Zwarts      |                      |                      |               |               |               |               |               |               |               |               |                                 |                                 |                                 |                                 |                                 |                                 |            |            |                               |                               |                               |                               |                               |                               |  |  |                            |                            |                            |                            |                            |                            |                      |                      |                      |                      |                      |                      |                   |                   |                   |                   |                   |                   |
|                    |                    |                    |                    |                    |                    |                 |                 |                   |                   |                   |                   |                   |                   |             |             |             |             |            |            |             |             |                |                |                |                |                |                |               |               |                 |                 |                      |                      |                      |                      |                      |                      |               |               |               |               |               |               |               |               |                                 |                                 |                                 |                                 |                                 |                                 |            |            |                               |                               |                               |                               |                               |                               |  |  |                            |                            |                            |                            |                            |                            |                      |                      |                      |                      |                      |                      |                   |                   |                   |                   |                   |                   |
|                    |                    |                    |                    |                    |                    |                 |                 |                   |                   |                   |                   |                   |                   |             |             |             |             |            |            |             |             |                |                |                |                |                |                |               |               |                 |                 |                      |                      |                      |                      |                      |                      |               |               |               |               |               |               |               |               |                                 |                                 |                                 |                                 |                                 |                                 |            |            |                               |                               |                               |                               |                               |                               |  |  |                            |                            |                            |                            |                            |                            |                      |                      |                      |                      |                      |                      |                   |                   |                   |                   |                   |                   |
| Apolline Delacour  | Apolline Delacour  | Apolline Delacour  | Apolline Delacour  | Apolline Delacour  | Apolline Delacour  |                 |                 | Monsieur Delacour | Monsieur Delacour | Monsieur Delacour | Monsieur Delacour | Monsieur Delacour | Monsieur Delacour |             |             |             |             |            |            |             |             | Virus Wemel    | Virus Wemel    | Virus Wemel    | Virus Wemel    | Virus Wemel    | Virus Wemel    |               |               | Arthur Wemel    | Arthur Wemel    | Arthur Wemel         | Arthur Wemel         | Arthur Wemel         | Arthur Wemel         |                      |                      | Molly Protser | Molly Protser | Molly Protser | Molly Protser | Molly Protser | Molly Protser |               |               | Gideon Protser                  | Gideon Protser                  | Gideon Protser                  | Gideon Protser                  | Gideon Protser                  | Gideon Protser                  |            |            | Fabian Protser                | Fabian Protser                | Fabian Protser                | Fabian Protser                | Fabian Protser                | Fabian Protser                |  |  |                            |                            |                            |                            |                            |                            |                      |                      |                      |                      |                      |                      |                   |                   |                   |                   |                   |                   |
| Apolline Delacour  | Apolline Delacour  | Apolline Delacour  | Apolline Delacour  | Apolline Delacour  | Apolline Delacour  |                 |                 | Monsieur Delacour | Monsieur Delacour | Monsieur Delacour | Monsieur Delacour | Monsieur Delacour | Monsieur Delacour |             |             |             |             |            |            |             |             | Virus Wemel    | Virus Wemel    | Virus Wemel    | Virus Wemel    | Virus Wemel    | Virus Wemel    |               |               | Arthur Wemel    | Arthur Wemel    | Arthur Wemel         | Arthur Wemel         | Arthur Wemel         | Arthur Wemel         |                      |                      | Molly Protser | Molly Protser | Molly Protser | Molly Protser | Molly Protser | Molly Protser |               |               | Gideon Protser                  | Gideon Protser                  | Gideon Protser                  | Gideon Protser                  | Gideon Protser                  | Gideon Protser                  |            |            | Fabian Protser                | Fabian Protser                | Fabian Protser                | Fabian Protser                | Fabian Protser                | Fabian Protser                |  |  |                            |                            |                            |                            |                            |                            |                      |                      |                      |                      |                      |                      |                   |                   |                   |                   |                   |                   |
|                    |                    |                    |                    |                    |                    |                 |                 |                   |                   |                   |                   |                   |                   |             |             |             |             |            |            |             |             |                |                |                |                |                |                |               |               |                 |                 |                      |                      |                      |                      |                      |                      |               |               |               |               |               |               |               |               |                                 |                                 |                                 |                                 |                                 |                                 |            |            |                               |                               |                               |                               |                               |                               |  |  |                            |                            |                            |                            |                            |                            |                      |                      |                      |                      |                      |                      |                   |                   |                   |                   |                   |                   |
|                    |                    |                    |                    |                    |                    |                 |                 |                   |                   |                   |                   |                   |                   |             |             |             |             |            |            |             |             |                |                |                |                |                |                |               |               |                 |                 |                      |                      |                      |                      |                      |                      |               |               |               |               |               |               |               |               |                                 |                                 |                                 |                                 |                                 |                                 |            |            |                               |                               |                               |                               |                               |                               |  |  |                            |                            |                            |                            |                            |                            |                      |                      |                      |                      |                      |                      |                   |                   |                   |                   |                   |                   |
| Gabrielle Delacour | Gabrielle Delacour | Gabrielle Delacour | Gabrielle Delacour | Gabrielle Delacour | Gabrielle Delacour |                 |                 | Fleur Delacour    | Fleur Delacour    | Fleur Delacour    | Fleur Delacour    | Fleur Delacour    | Fleur Delacour    |             |             | Bill Wemel  | Bill Wemel  | Bill Wemel | Bill Wemel | Bill Wemel  | Bill Wemel  |                |                | Charlie Wemel  | Charlie Wemel  | Charlie Wemel  | Charlie Wemel  | Charlie Wemel | Charlie Wemel |                 |                 | Percy Wemel × Audrey | Percy Wemel × Audrey | Percy Wemel × Audrey | Percy Wemel × Audrey | Percy Wemel × Audrey | Percy Wemel × Audrey |               |               | Fred Wemel    | Fred Wemel    | Fred Wemel    | Fred Wemel    | Fred Wemel    | Fred Wemel    | George Wemel × Angelique Jansen | George Wemel × Angelique Jansen | George Wemel × Angelique Jansen | George Wemel × Angelique Jansen | George Wemel × Angelique Jansen | George Wemel × Angelique Jansen |            |            | Ron Wemel × Hermelien Griffel | Ron Wemel × Hermelien Griffel | Ron Wemel × Hermelien Griffel | Ron Wemel × Hermelien Griffel | Ron Wemel × Hermelien Griffel | Ron Wemel × Hermelien Griffel |  |  | Ginny Wemel × Harry Potter | Ginny Wemel × Harry Potter | Ginny Wemel × Harry Potter | Ginny Wemel × Harry Potter | Ginny Wemel × Harry Potter | Ginny Wemel × Harry Potter |                      |                      |                      |                      |                      |                      |                   |                   |                   |                   |                   |                   |
| Gabrielle Delacour | Gabrielle Delacour | Gabrielle Delacour | Gabrielle Delacour | Gabrielle Delacour | Gabrielle Delacour |                 |                 | Fleur Delacour    | Fleur Delacour    | Fleur Delacour    | Fleur Delacour    | Fleur Delacour    | Fleur Delacour    |             |             | Bill Wemel  | Bill Wemel  | Bill Wemel | Bill Wemel | Bill Wemel  | Bill Wemel  |                |                | Charlie Wemel  | Charlie Wemel  | Charlie Wemel  | Charlie Wemel  | Charlie Wemel | Charlie Wemel |                 |                 | Percy Wemel × Audrey | Percy Wemel × Audrey | Percy Wemel × Audrey | Percy Wemel × Audrey | Percy Wemel × Audrey | Percy Wemel × Audrey |               |               | Fred Wemel    | Fred Wemel    | Fred Wemel    | Fred Wemel    | Fred Wemel    | Fred Wemel    | George Wemel × Angelique Jansen | George Wemel × Angelique Jansen | George Wemel × Angelique Jansen | George Wemel × Angelique Jansen | George Wemel × Angelique Jansen | George Wemel × Angelique Jansen |            |            | Ron Wemel × Hermelien Griffel | Ron Wemel × Hermelien Griffel | Ron Wemel × Hermelien Griffel | Ron Wemel × Hermelien Griffel | Ron Wemel × Hermelien Griffel | Ron Wemel × Hermelien Griffel |  |  | Ginny Wemel × Harry Potter | Ginny Wemel × Harry Potter | Ginny Wemel × Harry Potter | Ginny Wemel × Harry Potter | Ginny Wemel × Harry Potter | Ginny Wemel × Harry Potter |                      |                      |                      |                      |                      |                      |                   |                   |                   |                   |                   |                   |
|                    |                    |                    |                    |                    |                    |                 |                 |                   |                   |                   |                   |                   |                   |             |             |             |             |            |            |             |             |                |                |                |                |                |                |               |               |                 |                 |                      |                      |                      |                      |                      |                      |               |               |               |               |               |               |               |               |                                 |                                 |                                 |                                 |                                 |                                 |            |            |                               |                               |                               |                               |                               |                               |  |  |                            |                            |                            |                            |                            |                            |                      |                      |                      |                      |                      |                      |                   |                   |                   |                   |                   |                   |
|                    |                    |                    |                    |                    |                    |                 |                 |                   |                   |                   |                   |                   |                   |             |             |             |             |            |            |             |             |                |                |                |                |                |                |               |               |                 |                 |                      |                      |                      |                      |                      |                      |               |               |               |               |               |               |               |               |                                 |                                 |                                 |                                 |                                 |                                 |            |            |                               |                               |                               |                               |                               |                               |  |  |                            |                            |                            |                            |                            |                            |                      |                      |                      |                      |                      |                      |                   |                   |                   |                   |                   |                   |
| Victoire Wemel     | Victoire Wemel     | Victoire Wemel     | Victoire Wemel     | Victoire Wemel     | Victoire Wemel     | Dominique Wemel | Dominique Wemel | Dominique Wemel   | Dominique Wemel   | Dominique Wemel   | Dominique Wemel   | Louis Wemel       | Louis Wemel       | Louis Wemel | Louis Wemel | Louis Wemel | Louis Wemel |            |            | Molly Wemel | Molly Wemel | Molly Wemel    | Molly Wemel    | Molly Wemel    | Molly Wemel    | Lucy Wemel     | Lucy Wemel     | Lucy Wemel    | Lucy Wemel    | Lucy Wemel      | Lucy Wemel      |                      |                      | Fred Wemel           | Fred Wemel           | Fred Wemel           | Fred Wemel           | Fred Wemel    | Fred Wemel    | Roxanne Wemel | Roxanne Wemel | Roxanne Wemel | Roxanne Wemel | Roxanne Wemel | Roxanne Wemel |                                 |                                 | Roos Wemel                      | Roos Wemel                      | Roos Wemel                      | Roos Wemel                      | Roos Wemel | Roos Wemel | Hugo Wemel                    | Hugo Wemel                    | Hugo Wemel                    | Hugo Wemel                    | Hugo Wemel                    | Hugo Wemel                    |  |  | James Sirius Potter Jr.    | James Sirius Potter Jr.    | James Sirius Potter Jr.    | James Sirius Potter Jr.    | James Sirius Potter Jr.    | James Sirius Potter Jr.    | Albus Severus Potter | Albus Severus Potter | Albus Severus Potter | Albus Severus Potter | Albus Severus Potter | Albus Severus Potter | Lily Loena Potter | Lily Loena Potter | Lily Loena Potter | Lily Loena Potter | Lily Loena Potter | Lily Loena Potter |

## Trivia
- Fans hebben jarenlang gedacht dat Ginny een afkorting was van Virginia. Op haar website (en later in het zevende boek) vertelt J.K. Rowling echter dat Ginny’s volledige naam Ginevra is. Ginevra is de Italiaanse vorm van Guinevere.
- Aan het eind van boek zes noemt Ginny Voldemort voor het eerst bij zijn naam. Ze is pas de derde Zweinstein-leerling die dat durft, na Harry en Hermelien.